# أليكس باديلا
أليكس باديلا (بالإنجليزية: Alex Padilla)‏ هو سائق سيارة سباق ومهندس أمريكي، ولد في 14 فبراير 1971.